# Seamus Heaney’s Regions
Seamus Heaney’s Regions (с англ. — «Регионы Шеймаса Хини») — научная монография профессора англистики Бэйлорского университета Ричарда Рэнкина Расселла (англ. Richard Rankin Russell), посвящённая творчеству лауреата Нобелевской премии по литературе 1995 года, ирландского поэта и писателя Шеймаса Хини (1939—2013). Была завершена ещё при жизни Хини, но выпущена уже посмертно, в 2014 году, издательством Университета Нотр-Дам. Центральной темой является взгляд на литературный путь в разрезе так или иначе повлиявших на писателя регионалистских идей.

## Содержание
Объём тома составляет чуть более 500 страниц. Эпиграфом к работе служит цитата Хини о том, что писатели, на его взгляд, должны исходить в творчестве от региона, тем самым преобразуя литературу из «коперниковской» в «птолемейскую».
Автор выделяет три рода ольстерского и североирландского региона в понимании Хини: собственно существующая Северная Ирландия, родная для него, а также начинавшие проявляться в его творчестве с 1990-х годов (но в меньшей степени) концепции гипотетического достигшего мира региона (в связи с чем Расселл называет его оптимистом) и «духовного», связываемого с жизнью после смерти.
Значительное внимание обращается на применение Хини различных литературных форм, в особенности — терцин (по образу Данте), ставших для него основной формой после сборника Station Island (1984). Расселл задействует в своём анализе в том числе малоизвестные произведения и архивные материалы, как, например, передачи начала карьеры Хини (2-я половина 1960-х — 1-я половина 1970-х) на радио BBC Northern Ireland. Последние вместе с переводами и рецензиями относятся здесь к существенным факторам в определении внешнего образа Хини. Исследователь в целом делает акцент на том, что прозаические работы — самостоятельная ветвь его творчества, а не довесок к поэзии.
Примечания вынесены в собственный раздел перед списком литературы и занимают около одной пятой части издания.

## Реакция критиков
Профессор англистики Алабамского университета в Бирмингеме Киран Куинлан отмечает, что в указатель книги включены не все даже из числа неоднократно упоминающихся в тексте персон.
Поэт и профессор поэзии Колледжа Эмерсон Дэниел Тобин находит противоречие в том, что, несмотря на настойчивую декларацию Расселлом собственной значимости прозы Хини, исследователь и сам активно рассматривает стихотворный массив произведений через её призму. В то время как, к примеру, профессор литературы Гриннеллского колледжа Майкл Кавана в монографии Professing Poetry: Seamus Heaney’s Poetics (с англ. — «Посвящая себя поэзии: поэтика Шеймаса Хини»; 2010) подходит к обсуждению этого аспекта, на взгляд Тобина, более основательно.
С точки зрения редактора журнала колледжа Хейтроп Лондонского университета Патрика Мэдигана, работа удачна для получения представления о Хини. Тобин называет её первой посмертной всеобъемлющей публикацией о литераторе, а обозреватель журнала Publishers Weekly — профессиональным критическим дополнением к его произведениям. Заведующий кафедрой английского языка и литературы Колледжа Непорочной девы Марии Юджин О’Брайен приводит в качестве единственного, по его мнению, образца более обстоятельного внимания к поэтическому творчеству Хини, чем уделяемое Расселлом, работу Бернарда О’Донохью Seamus Heaney and the Language of Poetry (с англ. — «Шеймас Хини и язык поэзии»; 1994).
Куинлан, характеризуя труд сходно с Тобином, притом считает его менее подходящим для аудитории, желающей составить чёткую картину развития Хини как автора, чем, например, аналитика Нила Коркорана, Майкла Паркера и Хелен Вендлер.

## Награды
Труд был удостоен премии за литературную критику имени Роберта Пенна Уоррена и Клианта Брукса, присуждаемой Университетом Западного Кентукки.